# Chalbury
Chalbury est un village du comté anglais du Dorset . Il se trouve à la limite sud de Cranborne Chase dans le district administratif du comté d'East Dorset, à 4 milles (6 km) au nord de Wimborne Minster et à 4 milles (6 km) à l'ouest de Verwood . Le village est situé sur Chalbury Hill, dont la vue a été décrite comme « l'une des plus fascinantes du comté ».  Le diffuseur[pas clair] du Dorset Ralph Wightman a écrit à propos de la colline et de sa vue :
« Ici, il y a une colline qui ne mesure que trois cents pieds de haut mais qui parvient à offrir une vue magnifique sur les bois, la lande, la craie fertile et la lointaine île de Wight. Ce sentiment d'espace immense vu depuis des collines relativement petites est une particularité bénie du Dorset. ».
Le village a une population de 140 habitants (2001). La journaliste Mary Frances Billington est née à Chalbury en 1862, alors que son père était recteur de l'église All Saints .